# Paulo de Carvalho Neto
Paulo de Carvalho Neto (Simão Dias, Sergipe, 10 de septiembre de 1923 - 17 de agosto de 2003) fue un antropólogo, folclorista y ensayista brasileño, pionero en el estudio sistematizado del folclore en América Latina.

## Biografía
Fue hijo del abogado, político y escritor Antônio Manuel de Carvalho-Neto, precursor del derecho laboral en Brasil, y de Veturía Prata. Su tío, el médico y escritor Ranulpho Prata, quien le salvó la vida luego de haber sido dado por muerto el mismo día de su nacimiento. Su abuelo materno fue el doctor Joviniano de Carvalho Neto, primer cirujano en realizar una separación de niños siameses en Brasil, y su abuelo paterno Filisberto Prata, coronel de la Guardia Nacional del emperador Pedro II y terrateniente en el estado de Sergipe.
Nació en Simão Dias, Sergipe, pero al poco tiempo su familia se trasladó a Aracajú, donde se graduó de bachiller en 1940 para luego continuar sus estudios en Salvador de Bahía. En 1941 fue convocado por el ejército debido a la declaración de guerra de Brasil a las fuerzas del eje. Ascendió a Teniente de infantería motorizada y fue destinado a Río de Janeiro. A pesar de su ascendente carrera militar, pidió la baja en 1946 para dedicarse a escribir.
Ingresó a la Facultad de Derecho de la Universidad de Brasil pero la abandonó para cambiarse a la de Filosofía, donde conoció al antropólogo Arthur Ramos. Se convirtió en el quinto alumno de Ramos, quien estaba dictando el primer curso de antropología en Brasil. Mientras completaba sus estudios viajó por Minas Gerais, donde rescató cientos de manuscritos sobre la esclavitud en Brasil, y realizó trabajos de periodismo y traducciones al español. En 1948 Ramos lo designó asistente de sus clases de antropología en la Casa del Estudiante del Brasil. Al año siguiente se casó con Ivolina Rosa, con quien tuvo cinco hijos. También comenzó a dar clases de Historia y Geografía de Brasil en el Y. M. C. A. y en una institución secundaria judía.
Al fallecer Arthur Ramos en París, en octubre de 1948 mientras trabajaba para Unesco, Carvalho aceptó una propuesta de la cancillería brasileña para sustituir por enfermedad al etnógrafo Max Schmidt al frente de los cursos de antropología en la Universidad del Paraguay. En 1950 fue uno de los pioneros en dictar clases de folclore y en realizar investigaciones y viajes que le permitieron escribir Folklore del Paraguay.
Se trasladó a Montevideo en 1951 como miembro de la misión cultural de Brasil en Uruguay. En Udelar dirigió el seminario de Sociología, dictó clases en el Instituto de Estudios Brasileiros y escribió los renovadores ensayos Concepto de Folklore, Folklore y Psicoanálisis y Folklore y Educación. En 1954 presidió la delegación uruguaya al Congreso Internacional de Folklore de Sao Paulo. En 1955 apareció La obra afro uruguaya de Ildefonso Pereda Valdéz, ensayo publicado por el Centro de estudios Folklóricos del Uruguay en la línea del pensamiento de Ramos, al igual que El Negro Uruguayo y  Estudios Afros publicados en Quito (1965) y Caracas (1971), respectivamente. En los años siguientes continuó publicando ensayos sobre folclore: Folklore y Psicoanálisis (ed. Psique, Buenos Aires, 1956), Concepto de Folklore (Librería Monteiro Lobato, Montevideo, 1956), Folklore poético (Quito, 1966).
En enero de 1960 fue designado Agregado Cultural de la embajada de Brasil en Quito, con la misión de organizar un Centro de Estudios Brasileiros.  En Ecuador también realizó trabajos de investigación y documentación de tradiciones orales y otros aspectos que marcaron el inicio del estudio científico del folclore en ese país. Colaboró con Benjamín Carrión de la Casa de la Cultura Ecuatoriana (CCE), y junto a Jorge Enrique Adoum y Oswaldo Guayasamín fundó el Instituto Ecuatoriano de Folklore. Producto de esas investigaciones fueron Folklore y Educación, Diccionario del Folklore ecuatoriano, Antología del Folklore Ecuatoriano, Arte Popular del Ecuador (cuatro tomos), Estudios de folklore (tres tomos, editorial Universitaria), Geografía del Folklore Ecuatoriano (1967). A su equipo de colaboradores se sumaron Galo Ramírez Salcedo, Manuel Lándivar, Eulalia Veintimilla, grupo del cual surgió el Instituto del Folklore Azuayo y una revista homónima.
Dictó clases en la Facultad de Filosofía y Letras de la U. Central y tuvo como colaboradores a Olga Fish, Leonardo y Elvia de Tejada, Oswaldo Viten, Jaime Andrade, entre otros. Este grupo de asistentes fundó la Revista del Folklore Ecuatoriano, editada por la CCE y dirigida por Carvalho Neto.